# Amalafrida
Amalafrida fue hija del rey ostrogodo Teodomiro y su esposa Ereleuva.

## Historia
Amalafrida era hermana del rey Teodorico el Grande y fue madre del también rey ostrogodo Teodato. Su segundo esposo fue Trasamundo, rey de los vándalos. Ella aportó al matrimonio una gran dote, además de 5.000 soldados godos.
Amalafrida tuvo dos hijos, de los que se desconoce a ciencia cierta quién fue el padre: Teodato, que llegó a ser rey de los ostrogodos, y Amalaberga, quien se casó con Hermanfredo, rey de los turingios.

## Publicaciones
J.R. Martindale, The Prosopography of the Later Roman Empire, vol. 2, Cambridge 1980, pp. 63-64.

M. Cristini, Il seguito ostrogoto di Amalafrida: confutazione di Procopio, Bellum Vandalicum 1.8.12, in «Klio», 99 (2017), pp. 278-289.